# Fukujia
Fukujia es un género de foraminífero bentónico considerado un sinónimo posterior de Insolentitheca de la subfamilia Insolentithecinae, de la familia Archaesphaeridae, de la superfamilia Parathuramminoidea, del suborden Fusulinina y del orden Fusulinida. Su especie tipo era Fukujia typica. Su rango cronoestratigráfico abarcaba desde el Carbonífero hasta el Pérmico.

## Discusión
Clasificaciones más recientes incluirían Fukujia en la familia Insolentithecidae, de la superfamilia Caligelloidea, del suborden Earlandiina, del orden Earlandiida, de la subclase Afusulinana y de la clase Fusulinata. Inicialmente fue incluido en la familia Caligellidae.

## Clasificación
Fukujia incluía a las siguientes especie y subespecies:
- Fukujia typica †
  - Fukujia typica ambigua †
  - Fukujia typica beedeinoidea †
  - Fukujia typica fusielloidea †
  - Fukujia typica gigantea †
  - Fukujia typica globivalvulinoidea †
  - Fukujia typica loeiensis †
  - Fukujia typica minima †
  - Fukujia typica mixtura †
  - Fukujia typica ozawainelloidea †
  - Fukujia typica paraendothyroidea †
  - Fukujia typica paraozawainelloidea †
  - Fukujia typica paraprimitiva †
  - Fukujia typica primitiva †
  - Fukujia typica problematica †
  - Fukujia typica profusulinelloidea †
  - Fukujia typica thaiensis †